# إليزابيث مانسفيلد
إليزابيث مانسفيلد (بالإنجليزية: Elizabeth Mansfield)‏ (1925، ذا برونكس في الولايات المتحدة - 2003 في الولايات المتحدة)؛ أستاذة جامعية وروائية أمريكية. درست في جامعة مدينة نيويورك.